# 4030 Archenhold
4030 Archenhold este un asteroid din centura principală, descoperit pe 2 martie 1984 de Henri Debehogne.